# Vodopad Bliha
Vodopad Bliha (poznat i kao Blihin skok) nalazi se između sela Fajtovci i Kamengrada, 14 kilometara od središta općine Sanski Most.
Vodopad se nalazi na rijeci Blihi koja se ulijeva u Sanu. Vodopad je visok 56, a širok 10 metara. Za većeg vodostaja može biti i širi.
Geomorfološki je spomenik prirode.

## Galerija
- vodopad iz daljine
- vodopad iz ptičje perspektive
- vodopad iz blizine